# San Juan-sziget
A San Juan-sziget az Amerikai Egyesült Államok Washington államának San Juan megyéjében fekszik. Lakott települései Friday Harbor, Roche Harbor és Argyle.
Francisco de Eliza spanyol felfedező 1791-ben érkezett a térségbe; a szigetcsoportot Isla y Archiepelago de San Juannak nevezte el. Az expedíció Juan Vicente de Güemes, Spanyolország alkirályának megbízásából zajlott; több sziget is az ő nevét viseli. Charles Wilkes a területnek a „Rodgers” nevet adta, azonban a brit földmérési térképeken a San Juan elnevezést használták. A britek és amerikaiak közötti határvitában utóbbiak javára döntöttek.
A térség vizeiben tengerisünök és kagylók is élnek; utóbbiak halászatát 1994-ben megtiltották, 2004-ben pedig veszélyeztetett fajjá nyilvánították.
A helyi iskolák fenntartója a San Juan-szigeti Tankerület. A szigeten adják ki a San Juan Journal hírlapot.

## Fordítás
- Ez a szócikk részben vagy egészben  a   San Juan Island című angol Wikipédia-szócikk ezen változatának fordításán alapul.  Az eredeti cikk szerkesztőit annak laptörténete sorolja fel. Ez a jelzés csupán a megfogalmazás eredetét és a szerzői jogokat jelzi, nem szolgál a cikkben szereplő információk forrásmegjelöléseként.